# Mestna galerija Piran
Mestna galerija Piran je razstavišče v Piranu in je v Slovenski Istri ena najpomembnejših galerij. V domačih in evropskih likovnih krogih zavzema pomembno mesto v predstavitvi moderne likovne umetnosti. V njej so razstavljali tudi nekateri znani umetniki. Tukaj se tudi odvijajo razstave ob mednarodnih srečanjih arhitektov, dogodek leta pa je veliki piranski ex tempore, na katerem sodeluje tudi več kot petsto umetnikov iz vse srednje Evrope.